# أرتور ماس
أرتور ماس أي غافارو هو سياسي من إقليم كاتالونيا في إسبانيا وشغل منصب رئيس حكومة كاتالونيا من 27 ديسمبر 2010 حتى 10 يناير 2016.
يقود حزب معا من أجل نعم ذو النزعة الانفصالية الذي فاز بأعلى نسبة أصوات في الانتخابات البرلمانية الكاتالونية 2015.

## روابط خارجية
- أرتور ماس على موقع IMDb (الإنجليزية)
- أرتور ماس على موقع الموسوعة البريطانية (الإنجليزية)
- أرتور ماس على موقع مونزينجر (الألمانية)
- أرتور ماس على موقع قاعدة بيانات الفيلم (الإنجليزية)